# Amalthea (måne)
Amalthea (grekiska: Αμάλθεια) är den tredje av Jupiters månar i avståndsordning. Den upptäcktes den 9 september 1892 av Edward Emerson Barnard och är namngiven efter den nymf (i getgestalt) som diade Zeus (Jupiter) i den grekiska mytologin. Månen är också känd som Jupiter V.
Amaltheas omloppsbana ligger nära runt Jupiter och i den yttre delen av Jupiters Amalthea Gossamer Ring, vilken formades av damm från dess yta. Från dess yta skulle Jupiter vara en fantastisk syn, genom att vara 92 gånger större än fullmånen. Amalthea är den största av Jupiters inre månar. Amalthea är oregelbundet formad och rödaktig i färgen, man tror att den består av porös is med en okänd mängd andra material. På dess yta finns det stora nedslagskratrar och höga berg.
Amalthea fotograferades 1979 och 1980 av Voyager 1 och 2, och senare i mer detalj av Galileo under 1990-talet.

## Upptäckt och namngivning
Amalthea upptäcktes den 9 september, 1892 av Edward Emerson Barnard som använde det 36 tum (91 cm) stora refraktorteleskopet vid Lick Observatory. Det var den sista planetariska satelliten att upptäckas visuellt genom direkt observation.
Månen är namngiven efter den nymf (i getgestalt) som diade Zeus (Jupiter) i den grekiska mytologin. Dess beteckning med romerska siffror är Jupiter V. Namnet "Amalthea" var inte formellt taget av Internationella Astronomiska Unionen förrän 1975,, även om namnet hade använts i flera årtionden. Den första som föreslog namnet var Camille Flammarion. Innan 1975 var Amalthea helt enkelt känd som Jupiter V.

## Fysiska egenskaper
Månen har en oregelbunden form med utsträckningen 131×73×67 km och längdaxeln är orienterad mot Jupiter.  Amalthea är starkt röd till färgen, troligtvis på grund av svavel från Io. Ytan är kraftigt ärrad av kratrar och vissa är extremt stora för en så liten himlakropp. Pan, den största av Amaltheas kratrar, har en diameter på 100 km och är minst 8 km djup. Den näst största, Gaea, är 80 km tvärsöver och är minst dubbelt så djup som Pan. Amalthea har också två kända berg, Mons Lyctas och Mons Ida. 
Kombinationen av storlek och form indikerar att det är en relativt stark och fast himlakropp – om den hade varit uppbyggd av is eller mer porösa material hade dess egen gravitation gjort att den hade fått en mer sfärisk form. Sammansättningen påminner mer om en asteroid än någon av de galileiska månarna och det är möjligt att den är en infångad asteroid. Precis som Io avger Amalthea mer värme än vad den får från solen. Detta beror troligtvis på elektriska strömmar inne i månen som induceras av Jupiters magnetfält eller på tidvattenkrafter från Jupiter.